# ديفيد كوب (سياسي أمريكي)
ديفيد كوب (بالإنجليزية: David Cobb)‏ هو قاضي وسياسي أمريكي، ولد في 14 سبتمبر 1748 في الولايات المتحدة، وتوفي بنفس المكان في 17 أبريل 1830. حزبياً، نشط في الحزب الفيدرالي الأمريكي. انتخب عضو مجلس نواب ماساتشوستس وانتخب عضو مجلس النواب الأمريكي.